# Robbie Crawford (cầu thủ bóng đá, sinh 1994)
Robbie Crawford (sinh ngày 22 tháng 6 năm 1994) là một cầu thủ bóng đá người Scotland.  Hiện tại anh thi đấu cho Ayr United tại Scottish Championship. Anh vượt qua hệ thống học viện của câu lạc bộ và có hơn 100 lần ra sân tính đến hiện tại.

## Thống kê sự nghiệp
Tính đến trận đấu diễn ra ngày 28 tháng 10 năm 2017
| Câu lạc bộ          | Mùa giải            | Giải vô địch        | Giải vô địch | Giải vô địch | Cúp bóng đá Scotland | Cúp bóng đá Scotland | Cúp Liên đoàn | Cúp Liên đoàn | Challenge Cup | Challenge Cup | Play-Off | Play-Off  | Tổng cộng | Tổng cộng |
| Câu lạc bộ          | Mùa giải            | Division            | Số trận      | Bàn thắng    | Số trận              | Bàn thắng            | Số trận       | Bàn thắng     | Số trận       | Bàn thắng     | Số trận  | Bàn thắng | Số trận   | Bàn thắng |
| ------------------- | ------------------- | ------------------- | ------------ | ------------ | -------------------- | -------------------- | ------------- | ------------- | ------------- | ------------- | -------- | --------- | --------- | --------- |
| Ayr United          | 2011–12             | First Division      | 1            | 0            | 0                    | 0                    | 0             | 0             | 0             | 0             | 0        | 0         | 1         | 0         |
| Ayr United          | 2012–13             | Second Division     | 38           | 0            | 1                    | 0                    | 1             | 0             | 1             | 0             | —        | —         | 41        | 0         |
| Ayr United          | 2013–14             | Giải vô địch One    | 15           | 0            | 3                    | 0                    | 0             | 0             | 1             | 0             | 0        | 0         | 19        | 0         |
| Ayr United          | 2014–15             | Giải vô địch One    | 23           | 1            | 0                    | 0                    | 0             | 0             | 0             | 0             | —        | —         | 23        | 1         |
| Ayr United          | 2015–16             | Giải vô địch One    | 27           | 1            | 1                    | 0                    | 1             | 0             | 2             | 0             | 4        | 2         | 35        | 3         |
| Ayr United          | 2016–17             | Championship        | 27           | 2            | 3                    | 0                    | 5             | 1             | 2             | 0             | —        | —         | 37        | 3         |
| Ayr United          | 2017–18             | Giải vô địch One    | 8            | 1            | 0                    | 0                    | 4             | 2             | 1             | 0             | 0        | 0         | 13        | 3         |
| Tổng cộng sự nghiệp | Tổng cộng sự nghiệp | Tổng cộng sự nghiệp | 139          | 5            | 8                    | 0                    | 11            | 3             | 7             | 0             | 4        | 2         | 169       | 10        |